# Torgny Segerstedtmonumentet

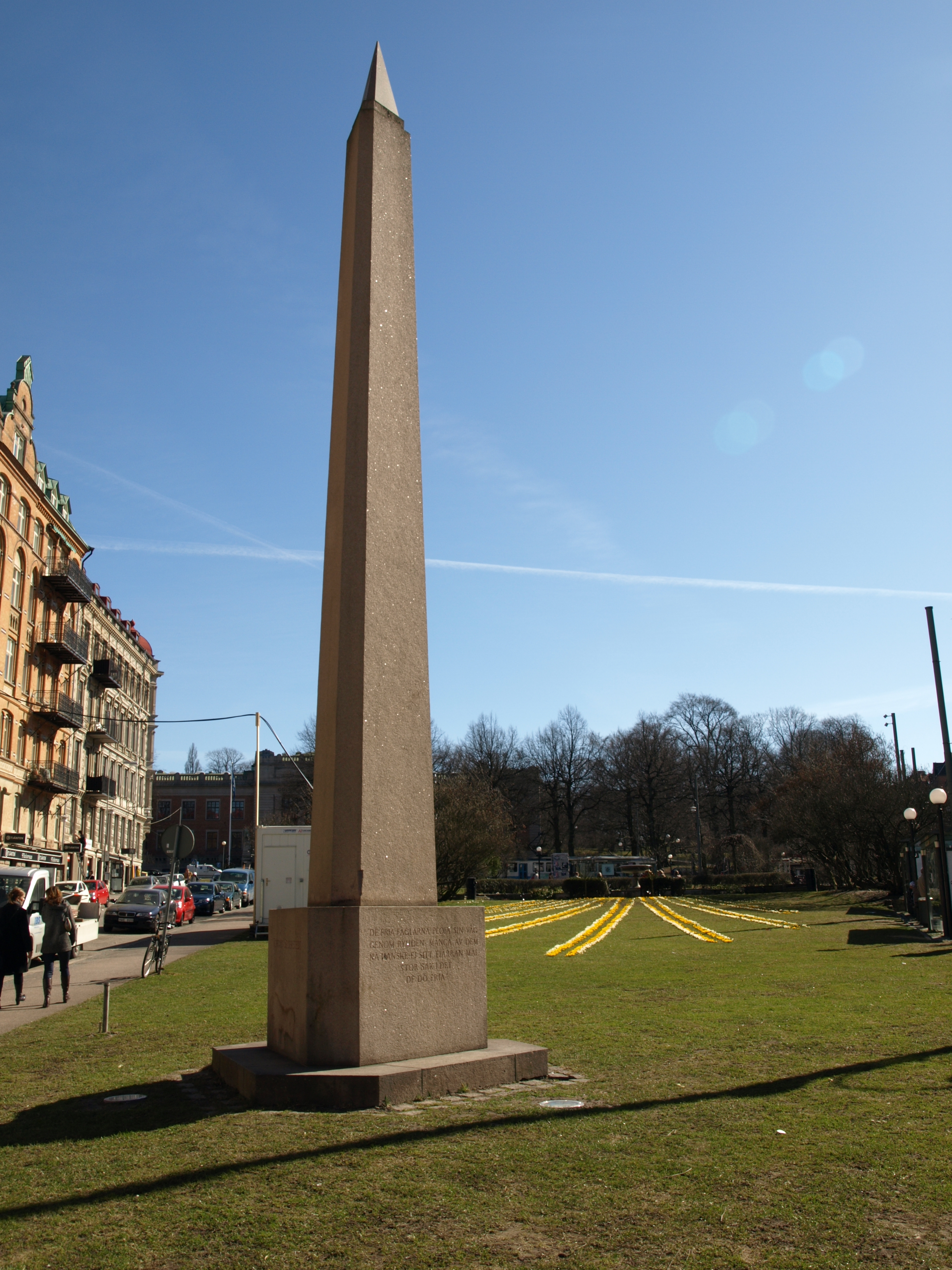
Torgny Segerstedtmonumentet i april 2009.

Torgny Segerstedtmonumentet  är en tio meter hög trekantig monolit (obelisk) av granit som står på Vasaplatsen i Göteborg.
Monumentet invigdes 31 mars 1955 inför tusentals stadsbor. På sockeln står följande text:
| ” | De fria fåglarna plöja sin väg genom rymden. Många av dem nå kanske ej sitt fjärran mål. Stor sak i det. De dö fria. | „ |

Texten är hämtad från den ledare Torgny Segerstedt skrev i Göteborgs Handels- och Sjöfartstidning 8 oktober 1940 och vars upplaga beslagtogs på order av regeringen. I ledaren kritiserades den dåvarande överbefälhavaren Olof Thörnell för att denne 7 oktober 1940 mottog storkorset av Tyska örnens orden ur prinsen av Wieds hand med ordensbrev undertecknat av Hitler.

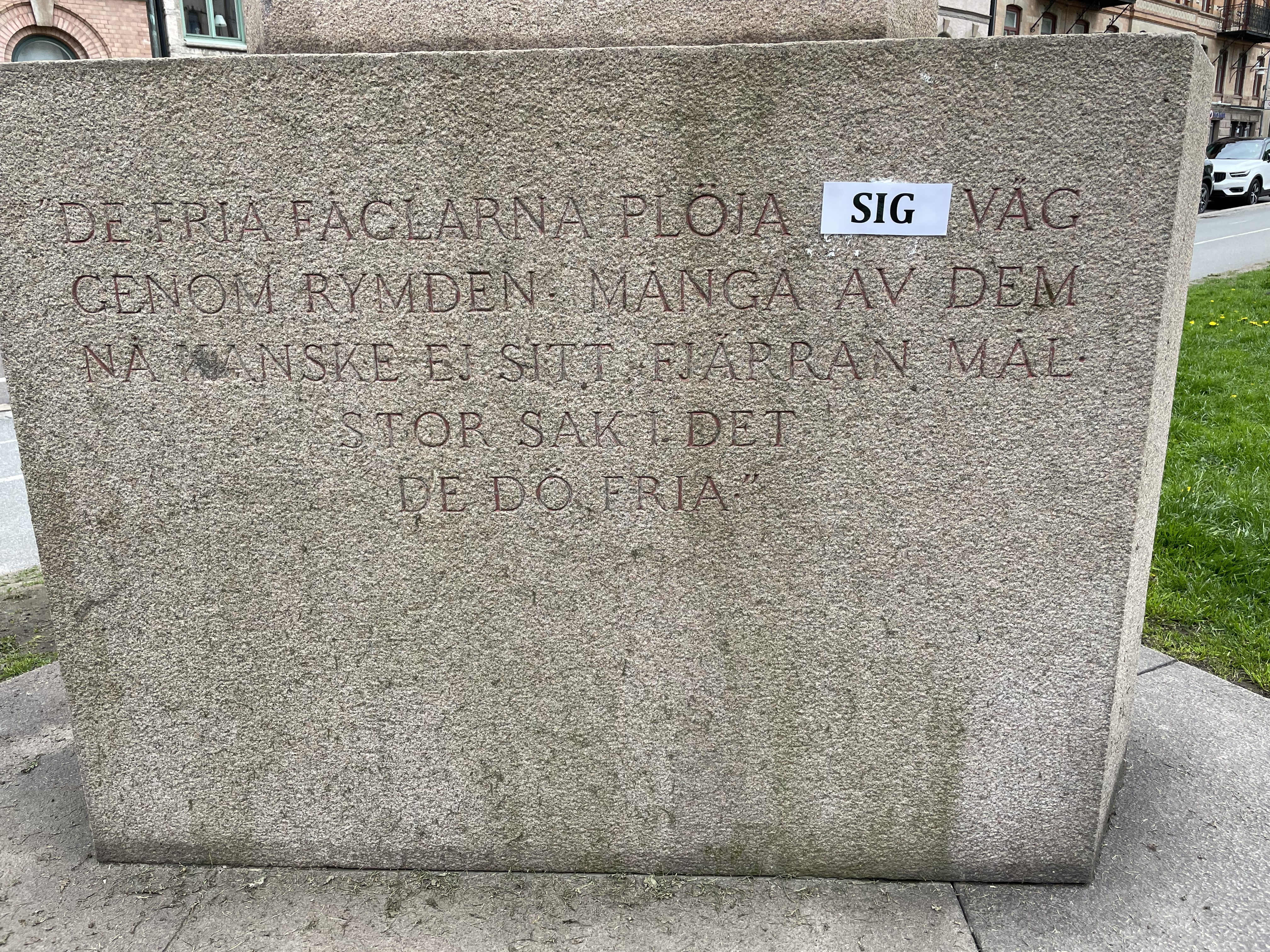

Inskriptionen är dock inte helt korrekt. I Segerstedts originaltext står det: "De fria fåglarna plöja sig väg genom rymden." Numera (maj 2021) är texten (troligen temporärt) ändrad till Segerstedts originaltext, genom påklistrad skylt.
Verket är skapat skulptören Ivar Johnsson.